# Delia banksiana
Delia banksiana är en tvåvingeart som beskrevs av Griffiths 1991. Delia banksiana ingår i släktet Delia och familjen blomsterflugor.
Artens utbredningsområde är Northwest Territories, Kanada. Inga underarter finns listade i Catalogue of Life.